# گاومیش‌آباد (کارون)

گاومیش‌آباد از محله‌ها یا روستاهای قدیمی پیرامون شهر اهواز در استان خوزستان، ایران است. این منطقه، در اوایل دههٔ ۱۳۹۰ خورشیدی همراه با چند روستای مجاور، در قالب شهر کوت عبدالله سامان‌دهی شد. شهر کوت عبدالله امروزه مرکز شهرستان کارون و به عنوان بخش مرکزی این شهرستان به‌شمار می‌رود.

## تاریخچه
تا اوایل سدهٔ چهاردهم خورشیدی، گاومیش‌داری از اصلی‌ترین مشاغل پردرآمد در اهواز بود و تنها گروه اندکی به کشاورزی و بازرگانی می‌پرداختند. از آنجاکه گاومیش‌های اهواز، از نوع رودخانه‌ای هستند، وابستگی آنها به آب، سبب شده بود خانه‌های نزدیک به رودخانه، ارزش بیشتری پیدا کنند.
با انتقال مرکز استان از شوشتر به اهواز، خانه‌های گاومیش‌داران در اهواز توسط دولت خریداری شد. سپس مناطقی مانند خیابان نادری، بازار امام و خیابان ۲۴متری، در آن محدوده بنا شده و گاومیش‌داران به زمین‌هایی در موقعیت کنونی گاومیش‌آباد منتقل شدند.
امروزه گاومیش‌آباد، یکی از مهم‌ترین مرکزهای تولید فرآورده‌های شیری سنتی در شهرستان‌های کارون و اهواز به‌شمار می‌آید.

## شیوهٔ زندگی
بیشتر شهروندان گاومیش‌آباد از عرب‌های خوزستان هستند و شغل گاومیش‌داری و فرهنگ عربی، سبک زندگی خاصی را برای این منطقه رقم زده‌است. تیمار و نگهداری گاومیش‌ها اغلب یک فعالیت خانوادگی است و هر گاومیش، با نامی خاص ــ که بطورمعمول برگرفته از نام مادرش است ــ شناخته می‌شود. این حیوانات اغلب تا ۳۰ یا ۴۰ سال عمر می‌کنند و به‌نوعی عضوی از خانواده به‌شمار می‌روند.

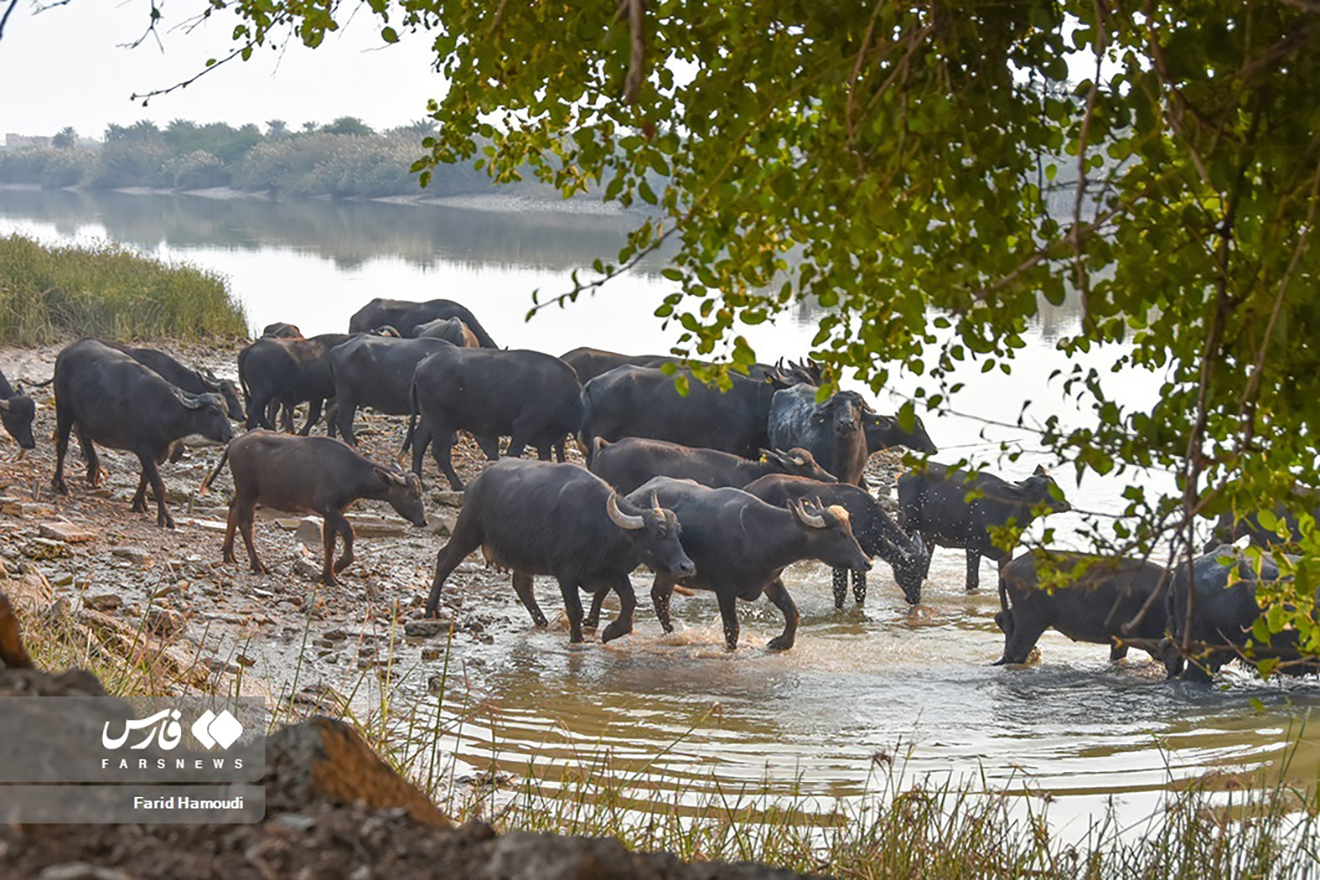
ورود گله به رودخانه، در ابتدای روز

با وجود قرارگیری در محدودهٔ شهری، سبک زندگی شهروندان گاومیش‌آباد همچنان حال و هوای روستایی دارد و بسیاری از نیازهای روزمرهٔ خانواده‌ها به‌صورت سنتی فراهم می‌شود.

## شیر گاومیش
از شیر گاومیش، که کیفیت بالاتری نسبت به شیر گاو دارد، در تهیهٔ بستنی سنتی، سرشیر، شیربرنج، و کشک اهوازی استفاده می‌شود.

## گردشگری
فرهنگ سنتی، سبک زندگی بومی، و فعالیت‌های مرتبط با گاومیش‌داری، گاومیش‌آباد را به یکی از جاذبه‌های گردشگری و هدف گروه‌های طبیعت‌گردی در جنوب‌غرب ایران تبدیل کرده‌اند.

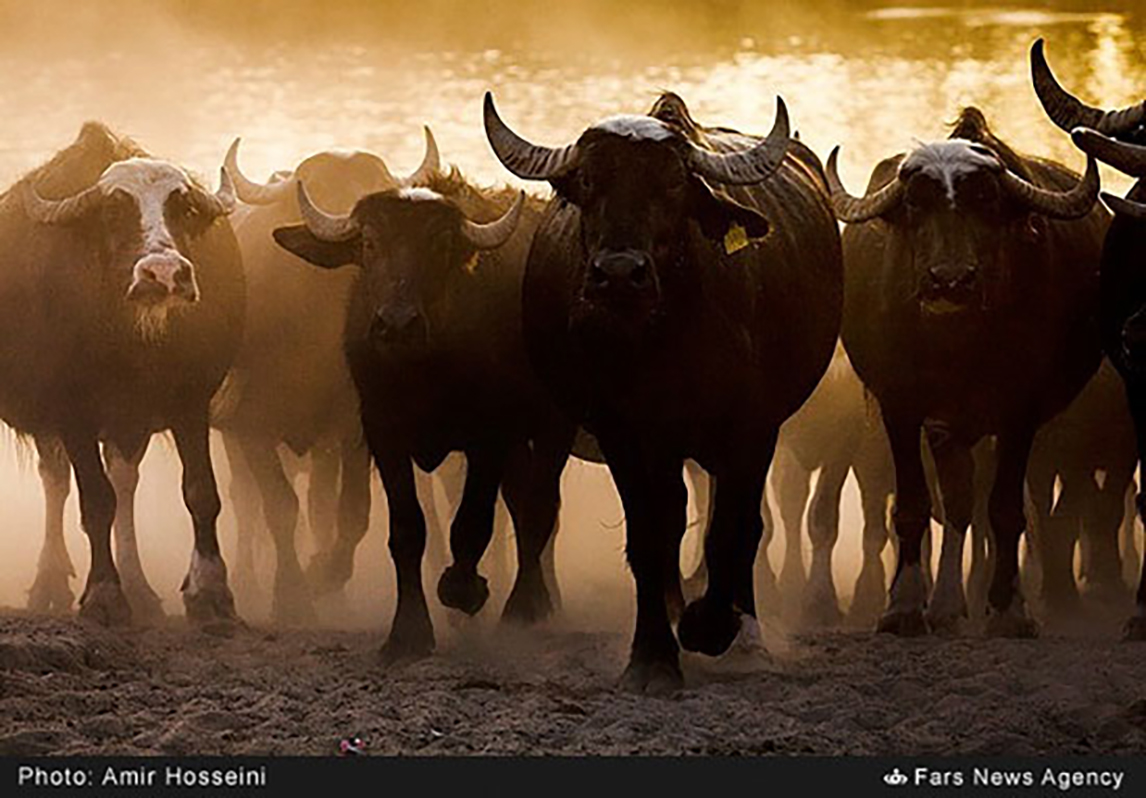
بازگشت گله از رودخانه به سوی استبل، به هنگام غروب